# Hamburger Adressbuch

Hamburger Adressbuch 1942 Zweiter Teil

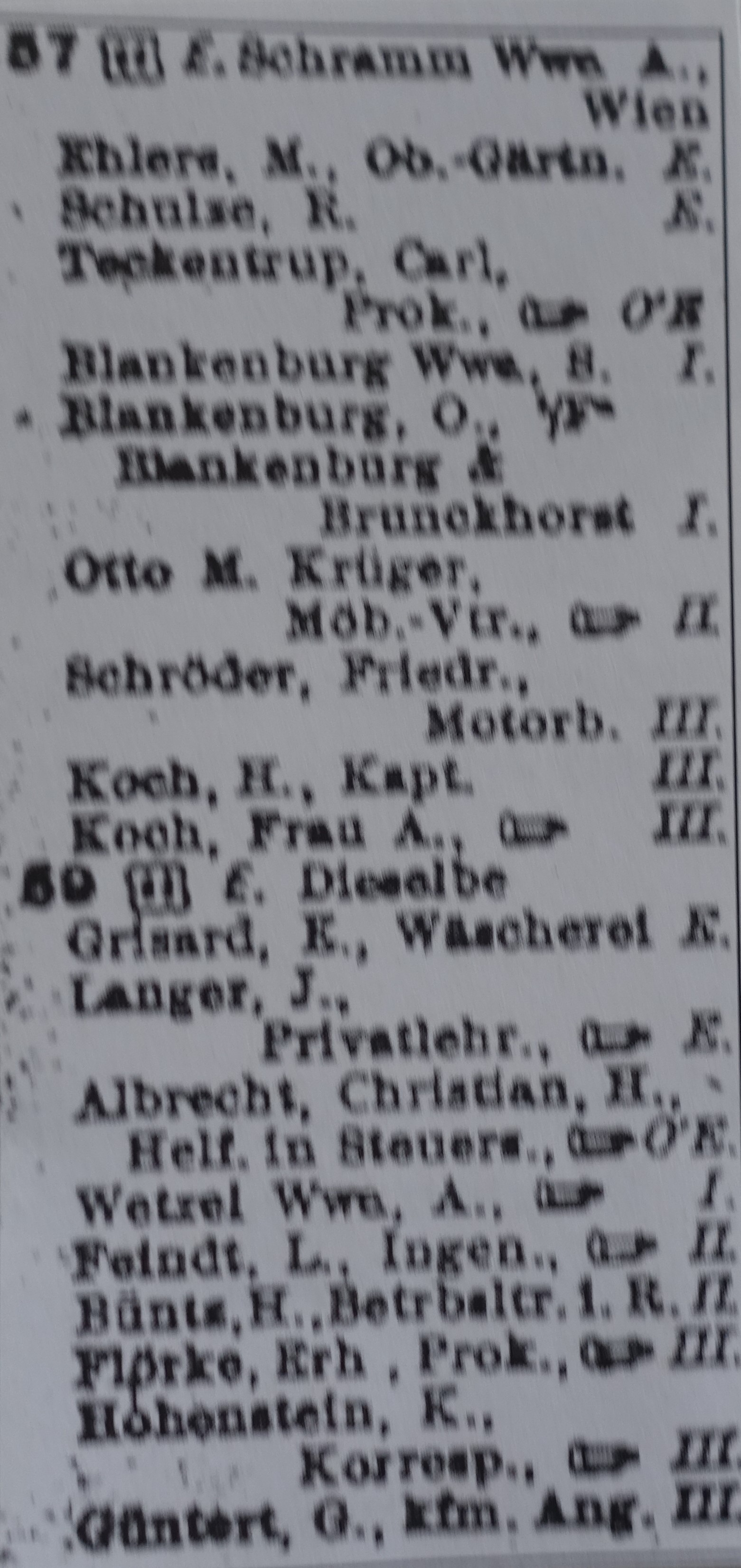
Auszug aus dem Hamburger Adressbuch von 1943 Hammer Landstraße Nr. 57 und 59

Die Hamburger Adressbücher sind ein historisches Verzeichnis von Personen, die in Hamburg lebten oder tätig waren.

## Geschichte
Vorläufer des Hamburger Adressbuchs waren die Schriften „Jetzt belebtes Hamburg...“ (erschienen erstmals 1712) sowie der „Hamburger Kaufmannsalmanach“ (erschienen von 1782 bis 1789). Johann Heinrich Hermann (1750–1821) war Herausgeber des erstmals 1787 veröffentlichten Hamburger Adressbuchs, das in den Anfangsjahren auch unter anderen Namen erschien. Es handelte sich zunächst um ein wenig umfangreiches Verzeichnis, das Bankkonten und Anschriften Hamburger Kaufleute enthielt. In den Folgejahren wurde es um ein Namens- und nach Hausnummern sortiertes Straßenverzeichnis ergänzt und entwickelte sich zu einem Nachschlagewerk in mehreren Bänden. In den Schriftstücken des 19. Jahrhunderts sind auch umfassende Informationen zu privaten und öffentlichen Einrichtungen sowie zu Museen, Bibliotheken und Vereinen aufgeführt.
Die Hamburger Adressbücher erschienen bis 1939 im Verlag Hermann’s Erben und nach dessen Auflösung bis 1966 bei Dumrath & Fassnacht.
Sie sind heute eine bedeutende Quelle zur Sozialgeschichte der Hansestadt.